# Francis Lacoste
 (octobre 2018).
Si vous disposez d'ouvrages ou d'articles de référence ou si vous connaissez des sites web de qualité traitant du thème abordé ici, merci de compléter l'article en donnant les références utiles à sa vérifiabilité et en les liant à la section « Notes et références ».
Pour les articles homonymes, voir Lacoste.
Francis Lacoste, né le 27 novembre 1905 à Paris et mort le 28 juin 1993 à Urrugne, est un haut fonctionnaire et diplomate français.
Il a pris part à tous les grands moments du XXe siècle, s'illustrant pendant la résistance au cours de la Seconde Guerre mondiale, puis comme résident Général de France au Maroc, et ambassadeur de France à Ottawa et à Bruxelles.

## Biographie

### Origines familiales et études
Francis Lacoste nait à Paris le 27 novembre 1905, l’ainé de deux enfants du peintre Charles Lacoste et de Jeanne Veillet-Lavallée. Dès l’enfance apparait sa passion pour l’Outre-mer, la géographie et l’histoire. À 15 ans il passe les épreuves du baccalauréat, remporte un an plus tard le Premier prix de géographie de la ville de Paris qui consiste en un voyage en Afrique, le fleuve Sénégal, puis Tanger en compagnie de géographes éminents.
Licencié ès Lettres et diplômé de l’École libre des sciences politiques, il effectuera ses obligations militaires à l'école spéciale militaire de Saint-Cyr, en sort lieutenant de réserve.
En 1923 il bénéficie d'une bourse de la fondation Rockefeller, et embarque pour les États-Unis où il poursuit des cycles d’études à l’université Harvard puis à l'université de Berkeley. Il écrit son mémoire de fin d’études sur Les relations entre les États-Unis et la Chine au XIXe siècle. Il profite de ce séjour pour sillonner le continent américain, ses grands espaces et ses paysages.
Il choisit une carrière diplomatique, se présente au grand concours des affaires étrangères dont il sort premier. Lors d’un séjour au Pays basque chez son parrain Francis Jammes, grand ami de son père, il rencontre la fille d’un médecin de Bayonne, Paulette Garat, qu’il épousera en 1929. Quatre filles naitront de cette union.

### Débuts de carrière
En 1932, Francis Lacoste est nommé secrétaire à la Légation de France à Belgrade. Il y connaitra des moments difficiles mais formateurs ; il se trouve seul responsable de la Légation lors de l’assassinat, à Marseille, du roi Alexandre Ier de Yougoslavie en 1934. Il est alors âgé de 28 ans.
Nommé deuxième secrétaire à Pékin, il négocie la libération sans conditions de deux prêtres jésuites enlevés par des bandits chinois. Il se présente seul pour les récupérer à un rendez-vous dans la campagne pékinoise, mission incertaine et périlleuse en cette époque troublée.

### La Seconde Guerre mondiale
Francis Lacoste rentrera en France en 1939 par le tout dernier transsibérien et rejoindra l’armée, mais pour peu de temps car c’est déjà la débâcle. Il se retrouve à Vichy où il crée, avec deux autres collègues, Stanislas Ostroróg (Ambassadeur de France en Inde) et Jean Chauvel, le Bureau d’études clandestin des affaires étrangères dont il est le secrétaire. Lorsque Jean Chauvel part pour Alger, il écrit dans Commentaire, de Vienne à Alger, 1938-1944 : « … et donnai mes dernières instructions à Francis Lacoste qui avait été pendant toute cette période mon plus proche collaborateur, et qui, désireux de se battre dès que la chose serait possible, m’avait prié de ne pas l’emmener ». Francis Lacoste rejoint l’organisation de Résistance de l’Armée et, très vite, au corps franc Pommiès.
Dès lors il disparaît dans le maquis, resurgissant de temps à autre en Haute-Savoie où il a mis sa famille à l’abri. Finalement il opère dans les Hautes-Pyrénées au volant d’une camionnette à gazogène ; officier de liaison déguisé en marchand de charbon de bois. Il devient familier des petites routes et transporte la paye des combattants dissimulée sous sa cargaison. Le moment venu, il participera notamment à la libération d’Albi et terminera la guerre avec le grade de commandant.
Lorsque survient sa nomination au poste de premier conseiller de l’ambassade de France aux États-Unis à Noël 1944, il est quelque part sur le front des Vosges, impossible à localiser pendant quelques jours. 
À Washington, ses fonctions l’amènent à diriger la première délégation française invitée à se rendre à Hiroshima après le bombardement atomique du 6 août 1945. Alors ministre plénipotentiaire, il est nommé en 1948, délégué auprès du résident général de France au Maroc - qui était alors le général Juin - et secrétaire général du Protectorat.
De retour aux États-Unis en 1950, cette fois à New York en tant que délégué suppléant de la France au Conseil de sécurité des Nations unies.

### Résident général de France au Maroc
Il est volontaire pour le poste, naguère prestigieux, mais devenu critique du résident général de France au Maroc et repart pour Rabat en 1954.
Lors de son premier voyage au Maghreb, tant d’années auparavant, il avait été présenté au maréchal Lyautey « Vous reviendrez un jour ici, servir la France et le Maroc »[réf. nécessaire]. Un accueil glacial l'attend, après une réunion le 15 juin fédérant pour l'occasion tous les groupes ultras autorisés ou non : anciens du Corps Expéditionnaires Français en Italie (CEF), Comité de vigilance et d'action (COVAC), le mouvement Présence Française et la Fédération des Français et amis de la France au Maroc. Le premier groupe est surveillé par les autorités car s'est implanté dans se rangs «  une faction d'excités, partisans de coups de force, décidés selon leur expression  à descendre les Français qui s'opposeraient à leur action et à obtenir la mutation du nouveau résident », soupçonné de préparer un rapprochement avec les nationalistes.
De 1955 à 1962 il est nommé ambassadeur au Canada. Des années plus paisibles mais toujours inspirées par le sens du devoir à remplir, le goût de l’aventure et le mépris des difficultés. C’est à cette époque qu’il négociera sans relâche, d’abord auprès du gouvernement français, puis avec le responsable canadien, pour que notre pays se propose pour la construction du métro de Montréal. Nous avons emporté ce marché prestigieux.
Il explore le pays tout entier, le Grand Nord, les vastes plaines de l’Ouest, la Colombie Britannique le golfe du Saint-Laurent, Terre-Neuve, les avions de plus en plus petits, en voiture, en traineau et à pied. C’est ainsi qu’en méditation devant le paysage, distrait, il manqua avoir les oreilles gelées lors d’une promenade par – 30 °C.
Son dernier poste diplomatique sera l’ambassade de France à Bruxelles, mais non la fin de ses activités au service de son pays et de la paix.

### Sous-secrétaire général des nations unies au Bangladesh
En 1973 il part pour Dacca où il dirigera la mission de Secours des Nations unies au Bangladesh pendant un an. Il se dépensera sans compter dans ce pays miné par la famine et les inondations.

### Les dernières années
Francis Lacoste continuera encore vingt ans à œuvrer pour son idéal, à voyager, à lire, intensément, choisissant d’ignorer la limite de ses forces. Parmi les associations dont il était à divers titres, un membre actif et assidu, l’Académie des lettres pyrénéennes où il honora souvent la mémoire de son parrain Francis Jammes en donnant des conférences et en publiant des articles, l’Académie diplomatique internationale, la Fondation du futur, l’Association française pour la communauté Atlantique et l’Académie mondiale pour la paix qui fit observer un moment de recueillement à la nouvelle de sa disparition.
Il est décédé le 28 juin 1993 au matin, dans sa maison du Pays basque. Dom Vidal, supérieur de l’abbaye Saint-Benoît-du-Lac au Québec, a fait célébrer à son intention une messe accompagnée de chants grégoriens. Il y faisait retraite quelques jours chaque année lorsqu’il vivait au Canada.
Il repose au cimetière d’Urrugne, auprès de la compagne de sa vie disparue en 1970. Ils avaient tous deux 17 ans lorsqu’ils s’étaient rencontrés.

## Décorations
- Commandeur de la Légion d'honneur
- Grand officier de l'ordre national du Mérite (1970)[6]
- Croix de guerre 1939–1945
- Commandeur de l'Ordre du Mérite postal
- Médaille présidentielle de la Liberté (pour son action pendant la guerre, rarement accordée par les États-Unis à des citoyens étrangers).